# Mylabris zoltankaszabi
Mylabris zoltankaszabi is een keversoort uit de familie van oliekevers (Meloidae). De wetenschappelijke naam van de soort is voor het eerst geldig gepubliceerd in 2007 door Ruiz & García-París.